# Districte de Damoh
El districte de Damoh és una divisió administrativa de Madhya Pradesh, divisió de Sagar, a l'Índia, amb capital a Damoh.
El districte inclou diversos temples i fortaleses destacant Nohata a 21 km de Damoh, l'antiga capital dels chandela rajputs, el fort de Rajnagar a 6 km de Damoh, fundat pels mogols; Singhorgarh construït pel raja gond Vain Bason; Singrampur on Akbar el Gran va derrotar a la rani Durgawati, vídua de Raja Dalpat Shah; el fort de la població de Narsinghgarh a la vora del riu Sonar; temples jainistes a Kundalpur a 32 km de Damoh; i un temple hindú notable a Jageshwarnat.
La superfície del districte és de 7306 km² i la població d'1.083.949 habitants. Administravament es compon de:
- 1384 pobles (191 deshabitats)
- 5 viles
- 3 Subdivisions fiscals
- 7 Tehsils
- 1 Sub Tehsil
- 1 Zila Panchayat
- 7 Janpad Panchayat
- 456 Gram Panchayat

Els tehsils són:
- Batiagarh
- Damoh
- Hatta
- Jabera
- Patera
- Patharia
- Tendukheda

## Història
Al segle x el territori del districte formava part dels territoris del rajputs chandela de Mahoba que van construir el fort de Nohata o Nohta que fou la seva capital. El 1383 Damoh va passar al sultanat de Delhi segons acredita una inscripció a l'entrada de la ciutat però sembla que el domini directe el van exercir rages gonds, potser vassalls, que van substituir als rajputs.
El 1564 els musulmans dirigits per Asaf Khan van envair Damoh i van derrotar a la rani Durgawati, vídua del raja gond Dalpat Shah de Garha-Mandla a Singrampur prop de Singhorgarh. Damoh va quedar ocupada en nom d'Akbar. Els mogols van dominar durant uns noranta anys però a la segona meitat del segle xvii (vers 1670) les tropes es van haver de retirar per fer front als marathes i llavors el raja bundela Chhatarsal de Panna va aprofitar per expulsar a la guarnició que va restar a la ciutat i se'n va apoderar junt amb Saugor, que va afegir als seus dominis. El predomini bundela va durar uns seixanta anys i no s'estenia al sud del districte que va restar en mans de caps lodhis i gonds de fet independents. El 1729 el regne de Panna fou envaït i va rebre l'ajut de Baji Rao el peshwa maratha al que en agraïment va cedir un terç dels seus estats incloent Saugor. Els marathes dirigits per Govind Rao Pandit governador de Saugor, van estendre gradualment la seva influència cap a Damoh que al cap de poc estava governada com a dependència de Saugor. La situació es va mantenir així fins a la deposició del peshwa i l'annexió de Poona pels britànics (1803). Saugor i Damoh van passar als britànics el 1818 dins la província de Nagpur. Del 1818 al 1835 es va dir districte d'Hatta i va tenir capital a Hatta però el 1835 es va tralladar a Damoh i el districte va canviar de nom.
Durant el motí hi va haver disturbis al districte, on els zamindaris lodhis es van declarar contra els britànics excepte el raja d'Hatri. El fort de Damoh va restar en mans d'un destacament natiu que romania lleial tot i que no hi havia oficials britànics presents. Damoh fou recuperada pels britànics i després evacuada deixant a la ciutat guarnició del raja de Panna, que era lleial. L'octubre un regiment d'infanteria rebel procedent de Saugor, va saquejar Damoh i va cremar els edificis públics però al marxar els rebels les tropes de Panna van reocupar la ciutat i la van mantenir fins a l'arribada de tropes britàniques el març de 1858.
Es va formar el districte el 1861 i fou part de la divisió de Jabalpur o Jubbulpore de les Províncies Centrals. La superfície era de 7249 km² (7293 km² el 1901, per un petit canvi de límits).
La població era: 
- 1866: 262.641
- 1872: 269.642
- 1881: 312.957
- 1891: 325.613
- 1901: 285.326

El districte tenia dues ciutats: Damoh (8665 habitants el 1881) i Hatta (6325 habitants), creades municipalitats al darrer terç del segle. Tenia a més a més 1144 pobles. Estava dividit en dos tahsils: Damoh i Hatta. El tahsil de Damoh tenia 4654 km² i una població de 183.316 habitants el 1901 (195.937 el 1891). La capital era Damoh amb 13.355 habitants el 1901, i hi havia altres 692 pobles.